# Cadmiumorganische Verbindungen
Cadmiumorganische Verbindungen zählen zur Gruppe der metallorganischen Verbindungen. Mit Ausnahme der Cd-Salze von Fettsäuren (Cadmiumseife wie Cadmiumstearat) besitzen die cadmiumorganischen Verbindungen keine nennenswerte technische Bedeutung.

## Eigenschaften
Dialkylcadmium-Verbindungen (R2Cd; R = CH3, C2H5) sind leichtflüchtige Flüssigkeiten, die sich – im Gegensatz zu den entsprechenden Zinkdialkylen – bei Luftkontakt nicht entzünden. Mit Wasser zersetzen sich Dimethyl- und Diethylcadmium.

## Herstellung
Zur Herstellung von Dialkylcadmium-Verbindungen wird Cadmiumchlorid (CdCl2) oder Cadmiumbromid (CdBr2) mit Grignard-Verbindungen umgesetzt:

## Verwendung
Wird ein Carbonsäurechlorid 1 mit einer Dialkylcadmium-Verbindung umgesetzt, entsteht ein Keton 2. Im Gegensatz zu einer Grignard-Verbindung addiert die Dialkylcadmium-Verbindung nicht an die Carbonylgruppe: Diese Reaktion wird als Gilman-Cason-Ketonsynthese bezeichnet. 
Wegen  der geringen Atomeffizienz dieser Synthesemethode, bei der stöchiometrische Salzmengen giftiger Cadmiumhalogenide anfallen, ist dieses Verfahren eine reine Labormethode ohne technische Bedeutung.